# Погорелое (Волчанский район)
Погорелое (укр. Погоріле), село,
Червоноармейский сельский совет,
Волчанский район,
Харьковская область, Украина.
Код КОАТУУ — 6321688803. Население по переписи 2001 года составляет 27 (13/14 м/ж) человек.

## Географическое положение
Село Погорелое находится в начале балки Погорелый, в 2-х км от реки Хотомля, на расстоянии в 3 км расположены сёла Гарбузовка и Кирилловка.

## История
- 1710 — дата основания.

## Экономика
- В селе есть свинотоварная ферма.